# Mobilidade reduzida
Mobilidade reduzida é a situação do indivíduo cujos movimentos são limitados em consequência  da idade, de deficiência física (sensorial ou de locomoção, que pode ser permanente ou momentânea) ou mental, necessitando de atenção especial ou adaptações nos ambientes. 
O artigo 3, inciso IX, da Lei 13.146 de 2015 - Estatuto da Pessoa com Deficiência prevê o conceito de "pessoa com mobilidade reduzida: aquela que tenha, por qualquer motivo, dificuldade de movimentação, permanente ou temporário, gerando redução efetiva da mobilidade, da flexibilidade, da coordenação motora ou da percepção, incluindo idoso, gestante, lactante, pessoa com criança de colo, obeso".

## No Brasil
Segundo a legislação brasileira, a  pessoa com mobilidade reduzida é aquela que, por qualquer motivo, possua dificuldade de movimentar-se, permanente ou temporariamente, gerando redução efetiva da mobilidade, flexibilidade, coordenação motora e percepção.